# Vitstrupig näshornsfågel
Vitstrupig näshornsfågel (Rhyticeros subruficollis) är en hotad asiatisk fågel i familjen näshornsfåglar inom ordningen härfåglar och näshornsfåglar. Den förekommer i Sydöstasien, i Burma, Thailand och Malaysia.

## Utseende och läten
Vitstrupig näshornsfågel är en rätt stor medlem av familjen med en kroppslängd på 86,5–89,5 cm för hanen och 76–84 cm för honan. Den är ljus på huvud och hals, vit på stjärten och svart på resten av kroppen. Näbben har varmbrun bas och under denna syns en gul strupsäck. Skårnäbbad näshornsfågel har just skåror på den större och längre näbben samt har ett svart sträck över strupsäcken. Lätt är ett högljutt "keh-kek-kehk", ljusare och mer kvackande än hos skårnäbbad näshornsfågel.

## Utbredning och systematik
Fågeln återfinns i södra Myanmar, sydvästra och södra Thailand och norra Malaysia. Den behandlas som monotypisk, det vill säga att den inte delas in i några underarter.

## Levnadssätt
Vitstrupig näshornsfågel hittas i löv- och barrblandade torra och fuktiga städsegröna skogar. Den påträffas framför allt i låglänta områden, men också i lägre bergstrakter upp till 1000 meter över havet. Födan är varierad, bestående huvudsakligen av frukt, men också ryggradslösa djur och små ryggradsdjur. Fågeln häckar från januari till juni i bohål i höga lövträd.

## Status och hot
Vitstrupig näshornsfågel har en liten världspopulation bestående av uppskattningsvis endast 1 500–7 000 vuxna individer. Den tros också minska i antal till följd av habitatförlust och jakt. Den är därför upptagen på internationella naturvårdsunionen IUCN:s röda lista över hotade arter, kategoriserad som sårbar (VU).